# Ванеса Редгрейв
Ванеса Редгрейв (на английски: Vanessa Redgrave) е британска актриса, член на династията актьори Редгрейв, носителка на Оскар, Златен глобус, Еми и награди от филмовия фестивал в Кан. Известна е не само като изключителна актриса, но и като политическа активистка, по нейните думи нейната първа любов е революционната политика .

## Биография
През 2007 г. се снима в два филма: Вечер (Evening) и Изкупление (Atonement).
Джейн Фонда кръщава дъщеря си от брака си с Роже Вадим на нея. Нейната дъщеря Наташа Ричардсън умира през март 2009 г. след травма на главата при падане от ски.
Ванеса Редгрейв е по-голяма сестра на актрисата Лин Редгрейв (1943-2010).

## Избрана филмография
| Година | Филм                       | Оригинално заглавие          | Роля                         | Режисьор               |
| ------ | -------------------------- | ---------------------------- | ---------------------------- | ---------------------- |
| 1966   | Човек на всички времена    | A Man for All Seasons        | Ан Болейн                    | Фред Зинеман           |
| 1966   | Фотоувеличение             | Blowup                       | Джейн                        | Микеланджело Антониони |
| 1974   | Убийство в Ориент Експрес  | Murder on the Orient Express | Мери Дебенхем                | Сидни Лумет            |
| 1992   | Имението „Хауърдс Енд“     | Howards End                  | Рут Уилкокс                  | Джеймс Айвъри          |
| 1993   | Къщата на духовете         | The House of the Spirits     | Нивеа дел Вале               | Биле Аугуст            |
| 1996   | Мисията невъзможна         | Mission: Impossible          | Макс                         | Брайън Де Палма        |
| 1998   | Смъртоносно влияние        | Deep Impact                  | Робин Лърнър                 | Мими Ледър             |
| 1999   | Луди години                | Girl, Interrupted            | Доктор Соня Вик              | Джеймс Манголд         |
| 2007   | Изкупление                 | Atonement                    | Брайъни Талис (на 77 години) | Джо Райт               |
| 2010   | Ева                        | Girl, Interrupted            | Ева                          | Адриан Попивичи        |
| 2013   | Иконом на седем президенти | The Butler                   | Анабет Уестфол               | Лий Даниелс            |
| 2014   | Ловец на лисици            | Foxcatcher                   | Жан Дюпон                    | Бенет Милър            |